# Rabitä Baku
Rabitä Baku (azerbadjanska: Rabitə Baku) var en volleybollklubb från Baku, Azerbajdzjan. Klubben grundades 2004 och var mycket framgångsrik. De vann den azerbajdzjanska ligan 8 gånger, världsmästerskapet i volleyboll för klubblag 1 gång (2011) och kom tvåa i CEV Champions League två gånger (2010-2011 och 2012-2013). Under de sista åren spelade klubben under namnet Telekom Baku.